# 鷹ノ巣山 (東京都)
鷹ノ巣山（たかのすやま）は東京都西多摩郡奥多摩町にある標高1,736.6mの山である。石尾根の中間に位置する。雲取山に次ぐ東京都第2位の高峰であり、山頂が都県境を跨がない山としては都内最高峰である。

## 登山道
石尾根縦走のほか、西東京バス峰谷バス停から奥集落を通る道、日原から稲村岩のコルを経由し稲村岩尾根を通る道、奥多摩湖畔から倉戸山を経由し榧ノ木尾根を行く道などいくつもあり、好みや体力に合わせて選ぶことができる。
稲村岩尾根を通る道は「奥多摩三大急登」の一つに数えられており、約3kmで一気に1100mの標高差を登る（勾配約40%）非常に厳しいコースである。
2016年（平成28年）に山の日の制定を記念して山頂に標石が設置された。
山頂の南面にはカヤトの斜面が広がり、奥多摩主脈方面の大パノラマが展開する。東に連なる六ッ石山の山頂も広い草原で、見晴らしが良い。鷹ノ巣山へは実に多くの登路がある。

## ギャラリー

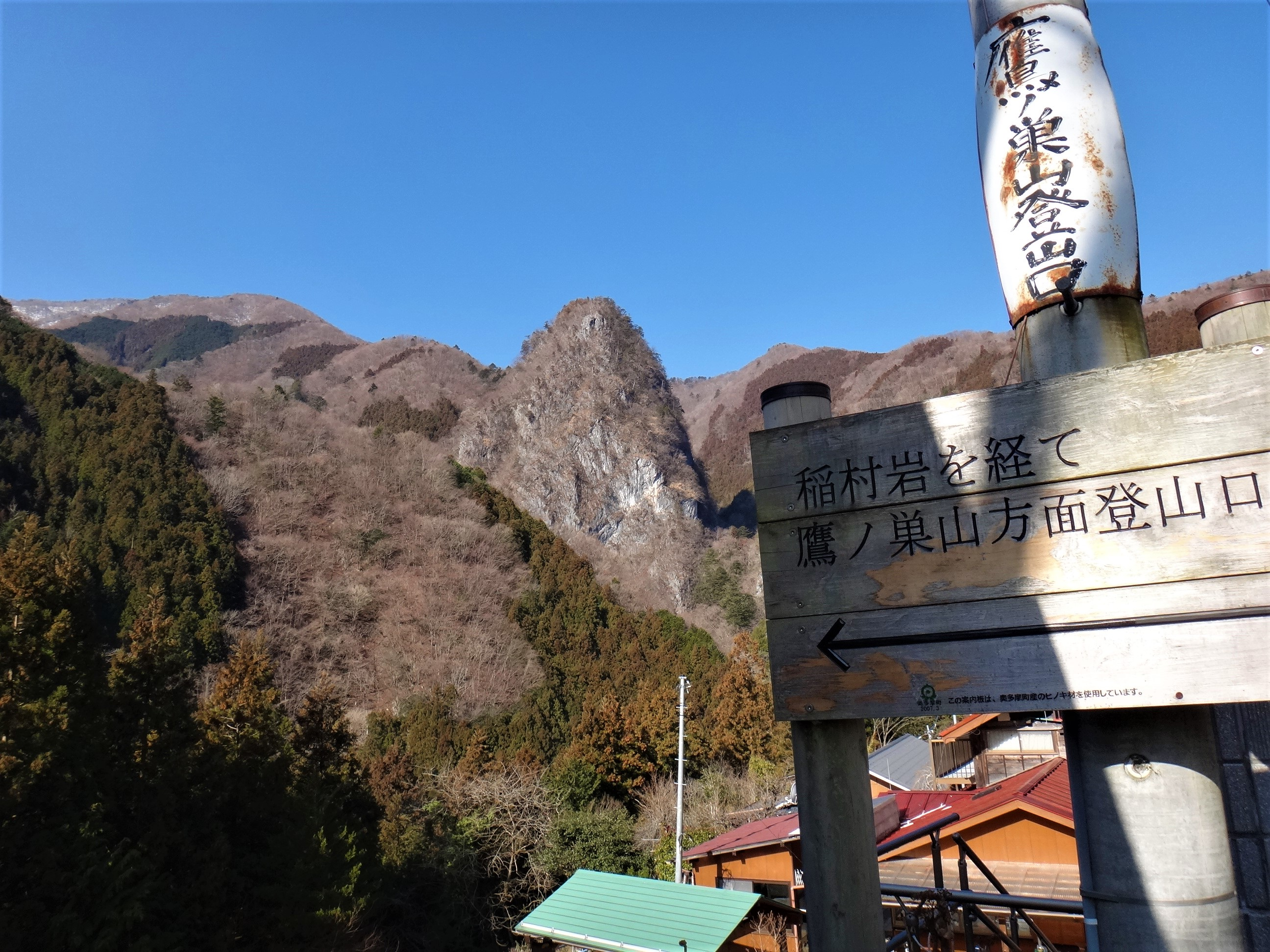
登山口から稲村岩を眺める
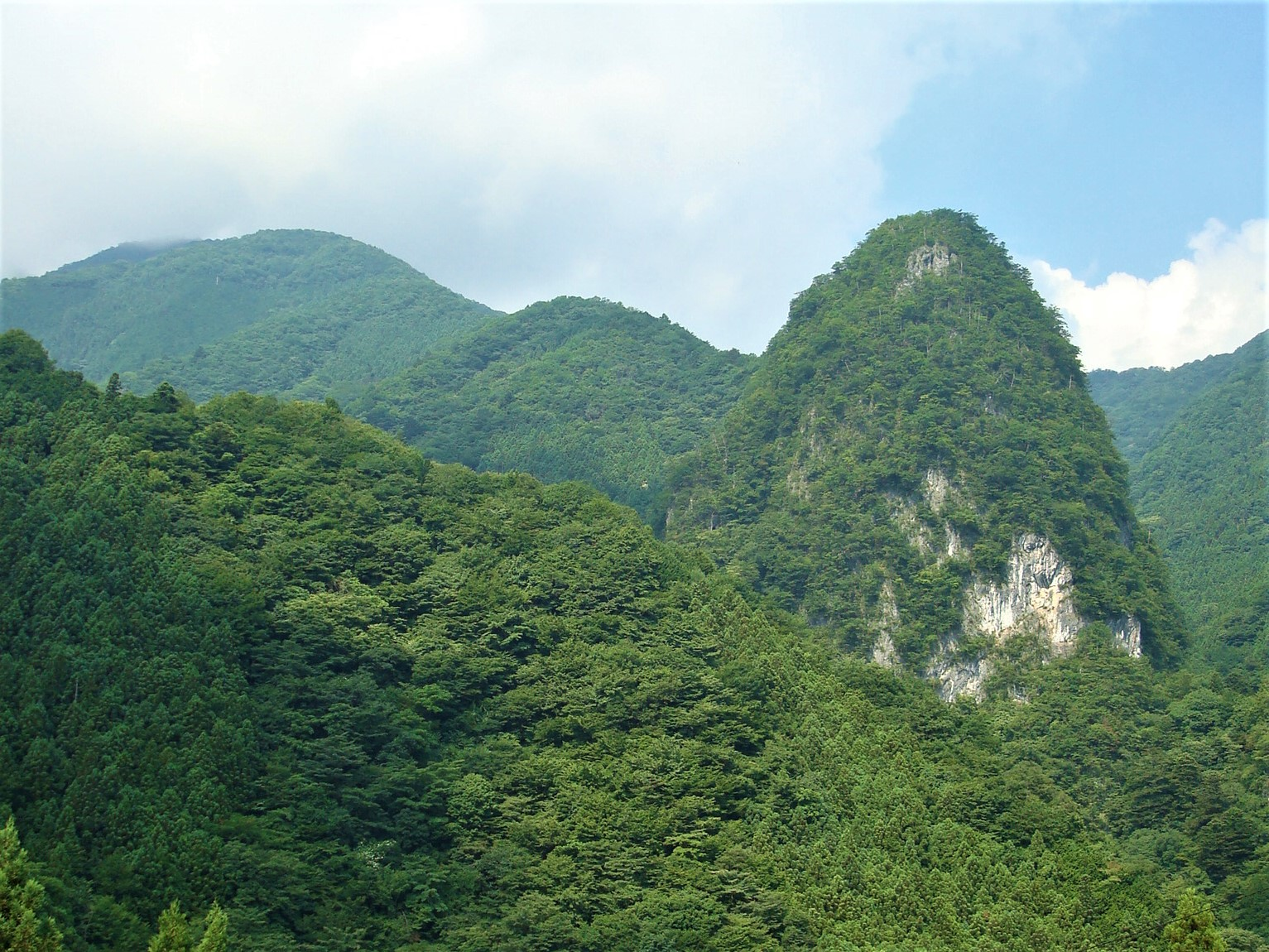
鷹ノ巣山と稲村岩
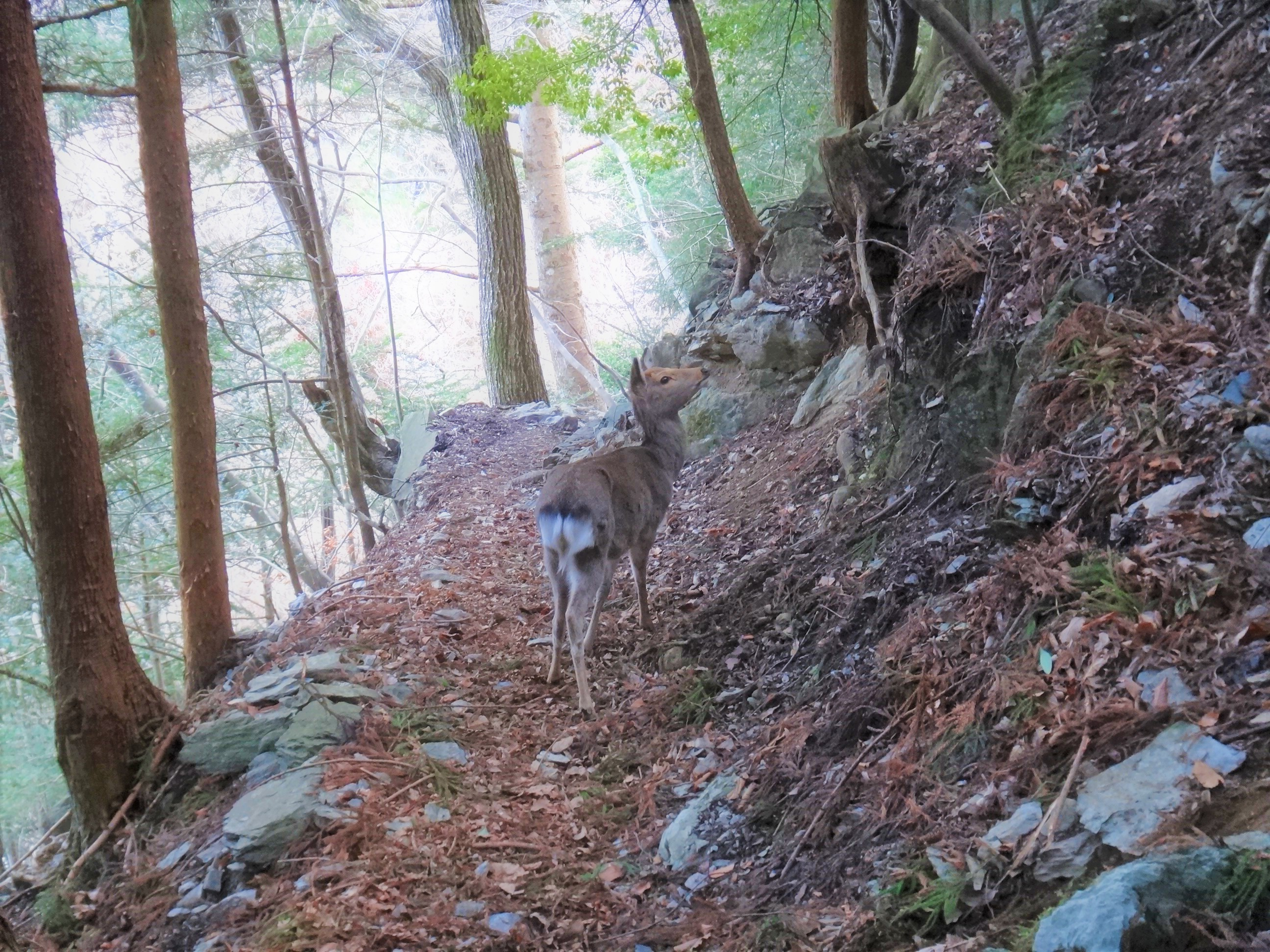
登山口近くで現れた鹿
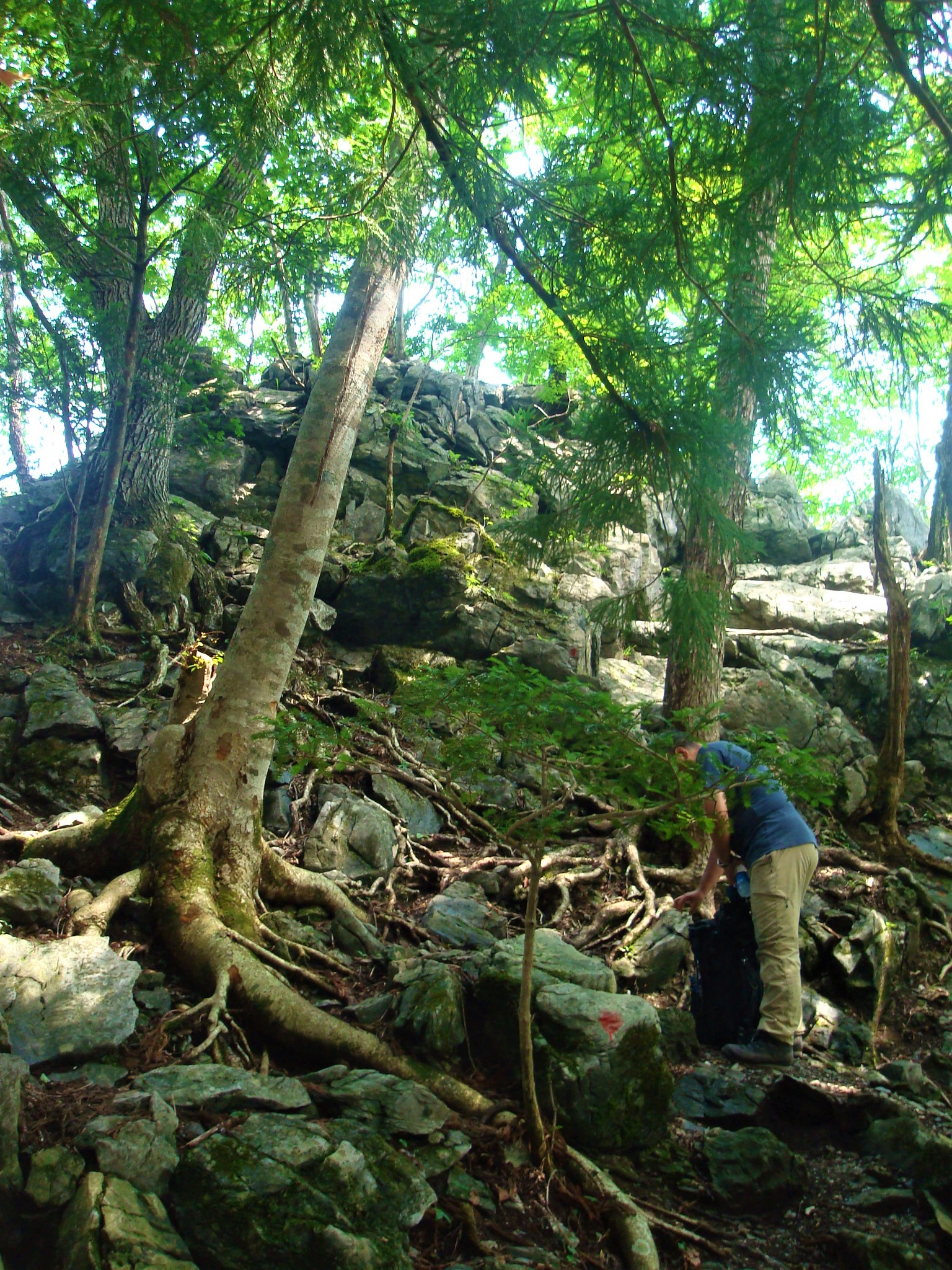
稲村岩の分岐にて
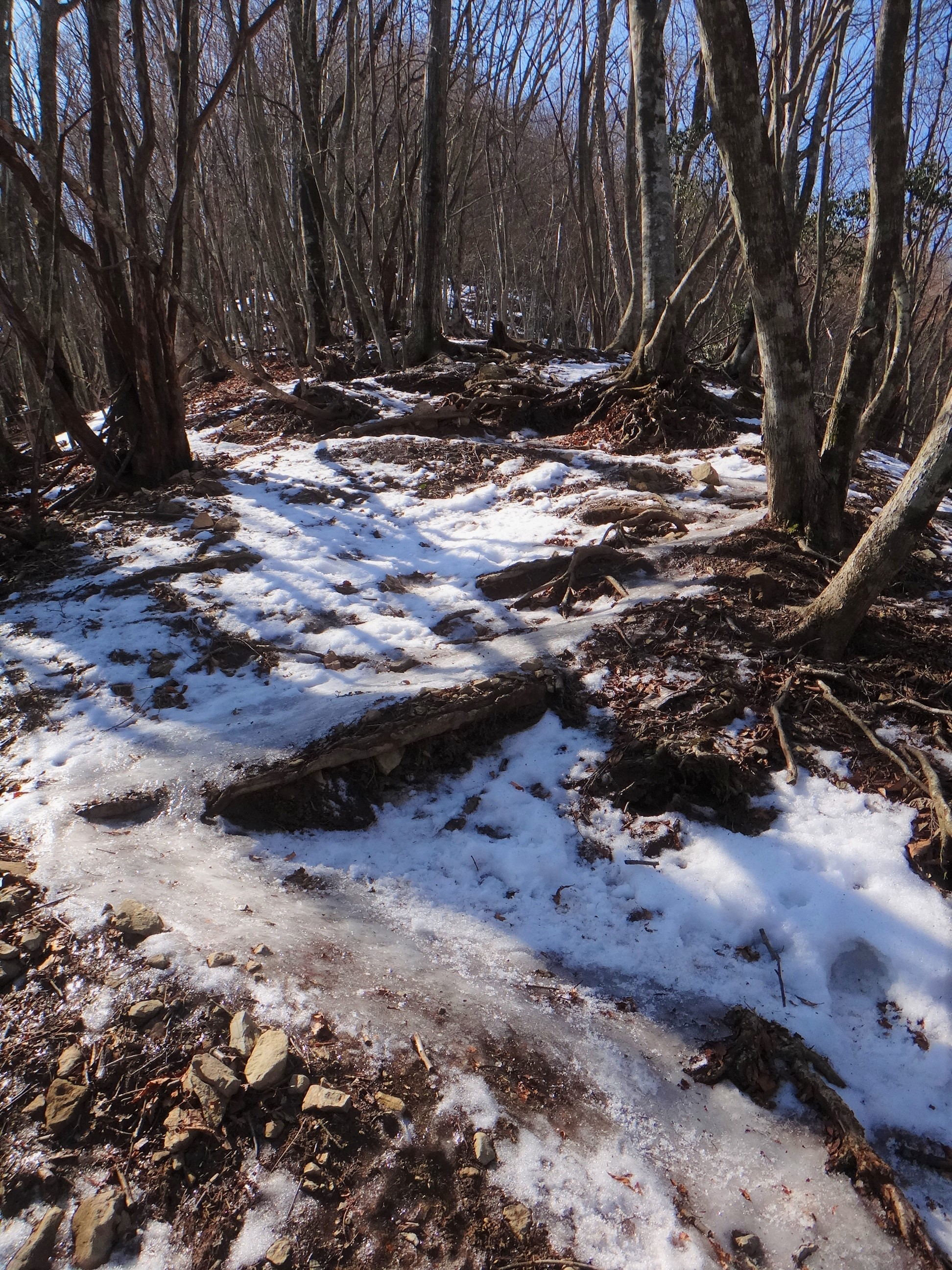
奥多摩三大急登と言われる稲村岩尾根
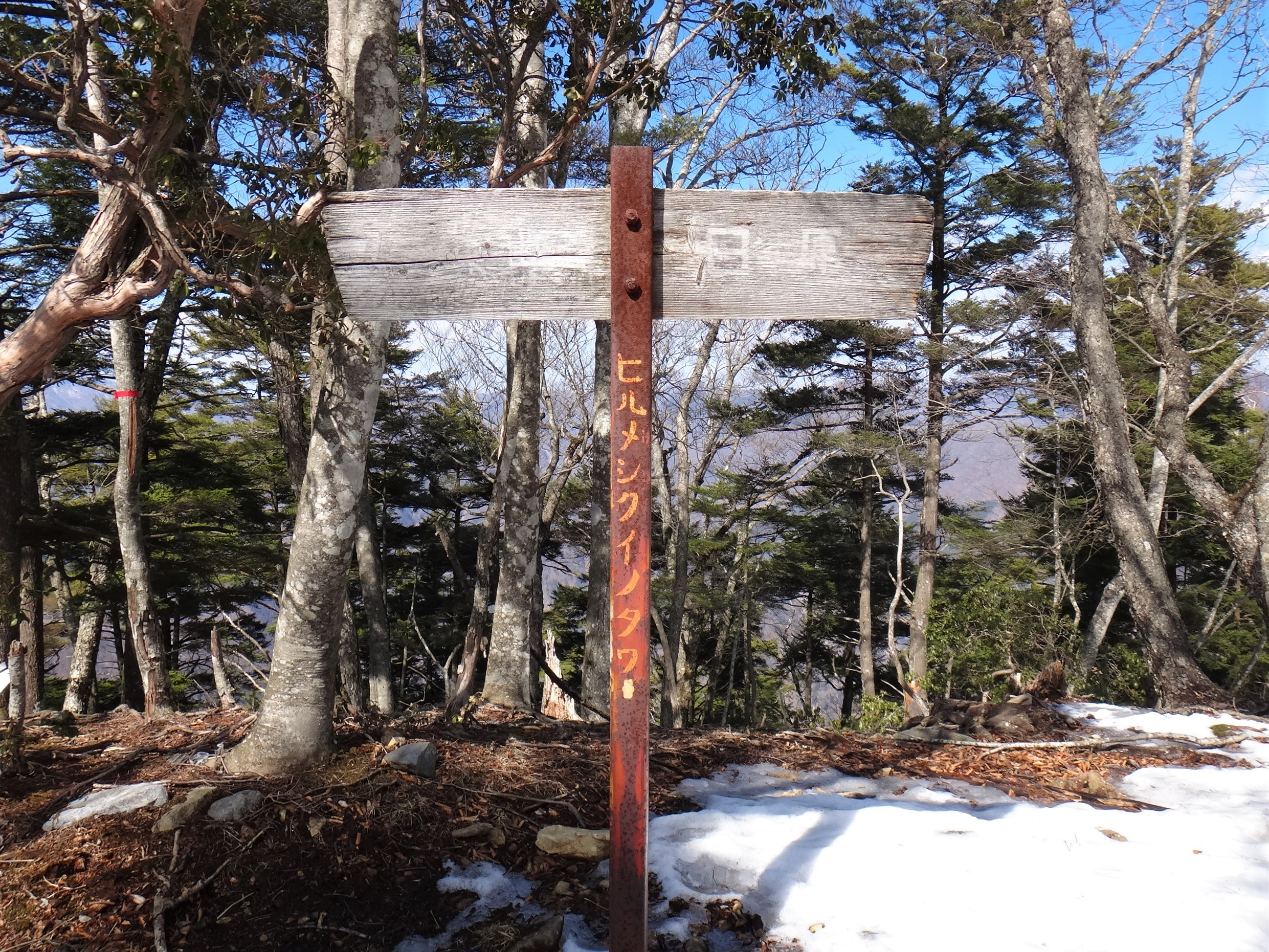
ヒルメシクイノタワ
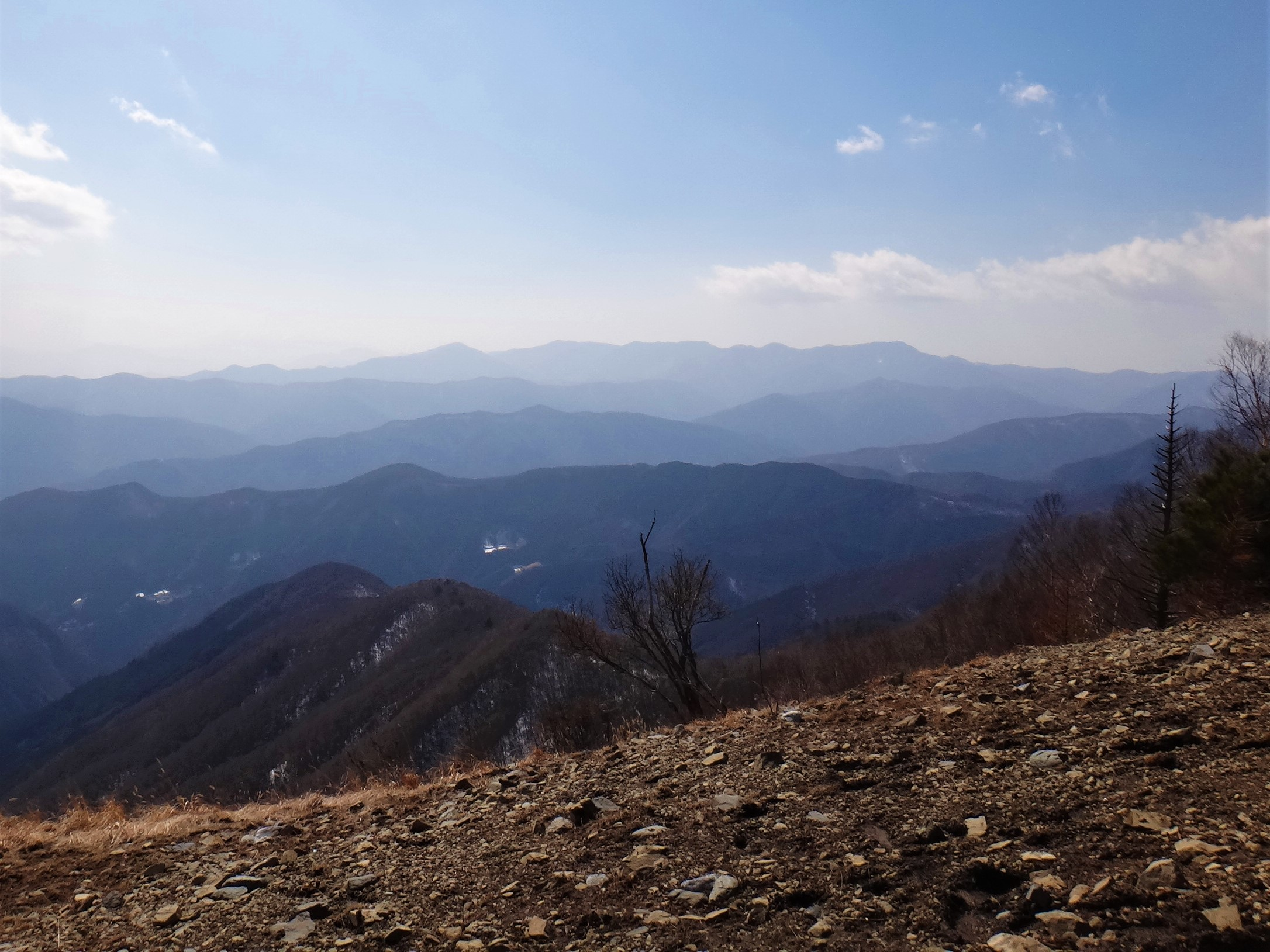
鷹ノ巣山から大菩薩嶺
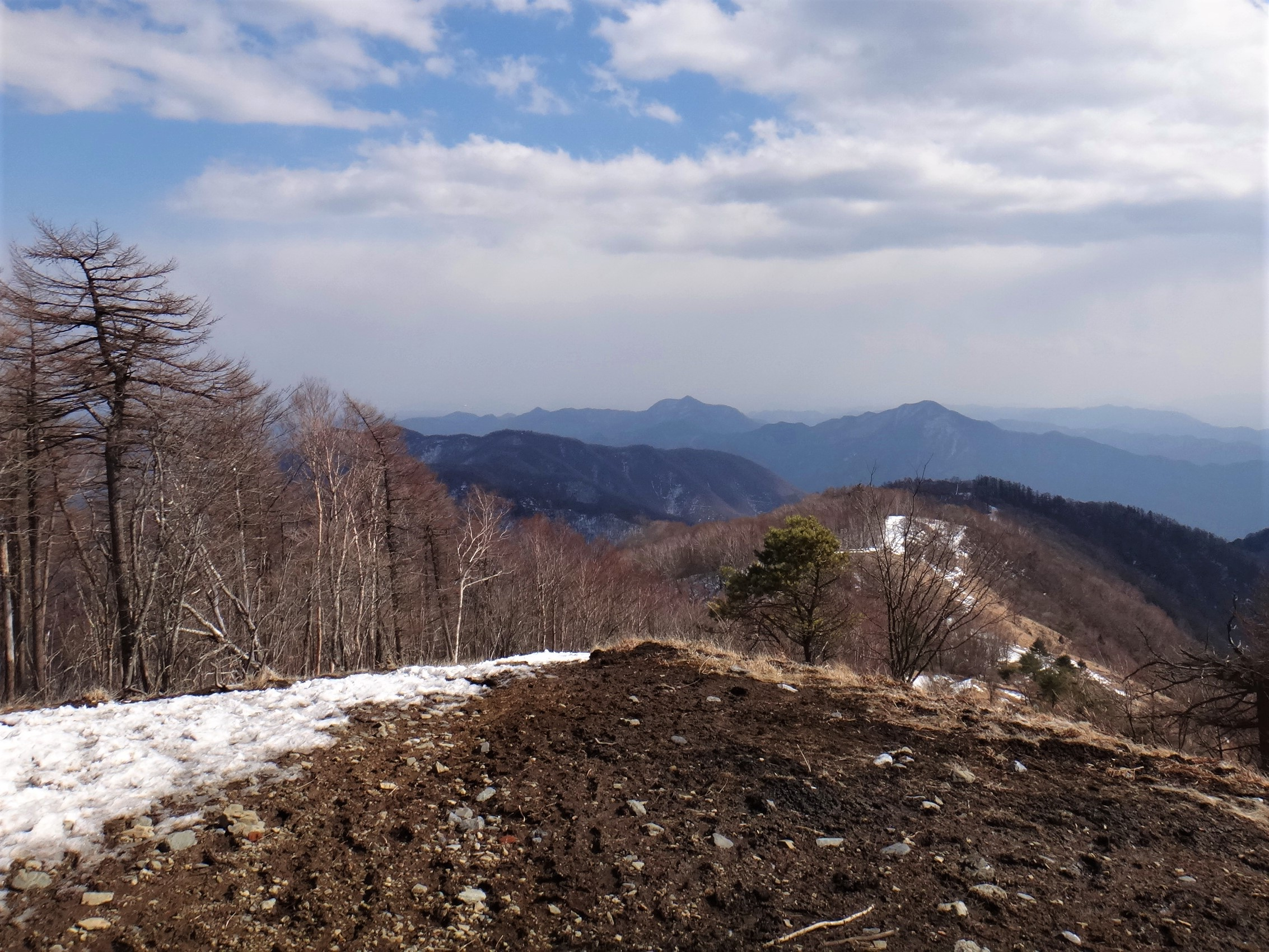
鷹ノ巣山から六ツ石山方面

## 周辺の山小屋
- 雲取山荘
- 奥多摩小屋
- 七ツ石小屋
- 鷹ノ巣山避難小屋

## 隣接する山
七ツ石山（1,757.3m） - 高丸山（1,733m） - 日陰名栗山（1,725m） - 鷹ノ巣山 - 城山（1,523m） - 将門馬場（1,455m） - 六ツ石山（1,478.9m）